# Lésigny (Vienne)
Lésigny is een gemeente in het Franse departement Vienne (regio Nouvelle-Aquitaine) en telt 534 inwoners (2005). De plaats maakt deel uit van het arrondissement Châtellerault.

## Geografie
De oppervlakte van Lésigny bedraagt 13,2 km², de bevolkingsdichtheid is 40,5 inwoners per km². De plaats ligt aan de Creuse.
De onderstaande kaart toont de ligging van Lésigny (Vienne) met de belangrijkste infrastructuur en aangrenzende gemeenten.

## Demografie
Onderstaande figuur toont het verloop van het inwonertal (bron: INSEE-tellingen).